# Tikka Masala
Chicken tikka masala er en ret af indisk/pakistansk eller skotsk oprindelse.
Retten består af kyllingfiletstykker i en orangebrun sauce. Der er ingen standardopskrift på retten, men den består ofte af tomat, creme fraiche, knuste cashewnødder, citronsaft og en del milde krydderier som nelliker, ingefær og koriander, der giver den specielle smag til retten. Kyllingen kan også byttes med for eksempel fisk. Til retten serveres der ofte ris og nan. Ordet tikka betyder bidder, og ordet masala betyder krydderiblanding.[kilde mangler]